# Hymn to Freedom
"Hymn to Freedom" ("Hymne til Friheden") er en melodi, som Oscar Peterson komponerede i 1962. Ifølge hans egen beretning var den faktisk en improvisation, der opstod under selve indspilningen af den første version:
16. december sad han i studiet med sin daværende trio, der udover ham selv bestod af Ray Brown på bas og Ed Thigpen på trommer. De var ved at afslutte indspilningen af LP'en Night Train, og produceren Norman Granz havde bedt dem om at spille en blues.
Musikerne aftalte, at Peterson skulle spille det første vers alene. Han kunne have valgt at spille en af de mange blues-melodier fra jazzens standardrepertoire; men han besluttede sig for at spille noget nyt, som han skabte på stedet. Han forsøgte at gøre melodien og harmonierne ganske enkle og fylde dem med den samme stemning som i de negro spirituals, som han var vokset op med, og som i årtier var blevet sunget i den farvede befolknings kirker i USA og Canada.
Da han var nået gennem melodien, satte han med et nik de andre musikere i gang med akkompagnementet og begyndte selv at spille variationer over temaet. Mod slutningen stiger indspilningen til sit højdepunkt: en virtuos "tonehvirvel" på klaveret, der strækker sig over adskillige takter uden på noget tidspunkt at bryde melodiens hymniske karakter. Og Peterson lander blødt og sikkert i den stilfærdige stemning fra indledningen.
Da indspilningen var færdig, skulle melodien have et navn. Peterson valgte at kalde den Hymn to Freedom til ære for Martin Luther King og hans kamp for frihed og racemæssig lighed. 
Oscar Peterson har senere udgivet melodien på plade flere gange. En del andre jazzmusikere har også taget Hymn to Freedom på repertoiret og endda i visse tilfælde indspillet den, selv om det måske er et voveligt foretagende på den måde at stille sig op til direkte sammenligning med Peterson selv.
Nogle måneder efter den første indspilning digtede Harriette Hamilton en tekst til melodien, som i løbet af få år vandt status som en moderne spiritual og stadig synges over hele verden. Navnlig ungdomskor synger den meget.